# ナジャ・グランディーバ
ナジャ・グランディーバ（1974年4月10日 - ）は、日本のタレント。ドラァグクイーン。太田プロダクション所属。兵庫県出身。

## 来歴
兵庫県出身。18歳のとき大阪の大学に入学するために大阪に移り住み、大学在学中にアルバイトとしてゲイバーで働いていたことをきっかけとして女装家となった。その店の従業員は普段は女装しないが、クリスマスや周年パーティーで面白がって女装したのがナジャ20歳の頃。
芸名の由来である「ナジャ」はドイツ出身のスーパーモデル、ナジャ・アウアマンから取ったものであり、「グランディーバ」は歌手という意味のディーバに最上級を意味するグランを加えた造語である。
2002年以降、浜崎あゆみやDREAMS COME TRUEのミュージック・ビデオに多数出演。2011年に『ハピくるっ!』（関西テレビ）のレギュラーへ起用されたことを機に、在阪他局が制作するテレビ・ラジオ番組にも出演するようになった。また、2014年太田プロダクションに所属したことを機に東京へ進出。しかし東京進出した現在も大阪在住である。
タレントとして活動の幅が広がるまでは、大阪市北区兎我野町にあるショーパブ「do with cafe」に在籍していたことがある。

## 人物
- 本名・女装前の素顔は非公開。
- 素顔は非公開ではあるが、素顔を知る共演者曰く「中川家の礼二さんにそっくり」であり、人違いで声をかけられた経験があるほど似ていると自身も認める[7]。
- 身長180cm、体重100kgの屈強な体格を有している[8]。

### 嗜好
- クワムラハムのウインナーと干し芋とアップルパイが好物である。

### 好きな人物
- 坂口憲二のような男らしい人がタイプだったが、福士蒼汰に初対面した時にあまりの美青年ぷりに衝撃を受け好きになり、その後、野村周平、今のタイプは大谷翔平である。

### 話し方
- 『ナジャ・グランディーバのレツゴー○○デー』シリーズでは、「レツゴー」が言えず「レッツゴー」と言う。
- 「ショック大」や「べちゃ～っとした」という表現をよく用いる。また、「雰囲気（ふんいき）」を「ふいんき」と読む。

### 家族
- 家族は父、母、妹がいる[3]。実家は神戸の田舎で、米屋である[3][9]。
- 彼岸になると母から仏壇の写真が送られてきて、スマートフォンに向かって拝む[3]。実家から近い所に墓があり可能な時は墓参りをする。お盆、正月、あと一回はお墓参りをするぐらい先祖を大事に思っている。「お墓参りをしたから今がある」とインタビューで答えている[3]。
- テレビに出演すると家族に伝えた時に母は泣いていた。実家の店や、妹の子供の生活に影響があるのではないかと悩んだからだという。ゲイだとカミングアウトをしたのはテレビに出演する時で親には全部伝えた。母からはテレビで「お茶碗の持ち方がダメですよ」といまだに注意をされるという。父は寡黙な人で、何も言って来ることはない。話は母経由で怒られたことはない[3]。

### エピソード
- 生まれてから誰かとお付き合いしたことはない[3]。
- 自身がネットニュースで報じられる際の肖像写真に苦言を呈し、編集部スタッフからおわびとして写真の撮り直しの提案を受け、本人公認のネットニュース用の写真が撮影された[10]。

## 出演

### 現在出演中のテレビ番組
- 浦川&ナジャのウラのウラまで失礼します（ABCテレビ）
- よんチャンTV（毎日放送） - 月曜日レギュラー（2021年3月29日 - ）
- ナジャ・グランディーバのチマタのハテナ（eo光テレビ） - 毎週水曜日（2020年10月14日 - ）
- ゴゴスマ（CBCテレビ） - 金曜日レギュラー複数回にわたるゲスト出演を経て、2020年4月からレギュラーパネラーに起用。
- ふんわりナジャしあげ（サンテレビ） - 不定期日曜日（2024年5月19日 - ）
- 魚と肉が旨い町（不定期）

### 現在出演中のラジオ番組
- MBSヨル隊
  - ナジャ・グランディーバのレツゴーフライデー（MBSラジオ） - パーソナリティー（2017年度以降のプロ野球オフシーズンに毎週金曜日放送)
  - ナジャ・グランディーバのレツゴーサタデー（MBSラジオ） - パーソナリティー（2017年度以降のプロ野球シーズンに月1回不定期放送)

### 過去のレギュラー番組

#### テレビ番組
- ハピくるっ!（関西テレビ）
- 有吉弘行のダレトク!? （関西テレビ）-  準レギュラー
- ちちんぷいぷい（毎日放送）
  - 2021年3月の番組終了まで、隔週金曜→隔週月曜→毎週月曜にレギュラー出演（最終出演日は同月8日）。通常はスタジオパネラーを務めているが、木曜のスタジオパネラーであるピーコとのコンビで、「ピーコ&ナジャの声出ちゃってごめんなさい」というロケ企画（木曜日に不定期で放送）に出演することもあった。
  - MBSでは、『ちちんぷいぷい』の放送枠の大半を、終了の翌週（2021年3月15日）から『ゴゴスマ』の同時ネット枠に転換。このため、放送上は同じ時間帯に曜日違いで『ゴゴスマ』へ登場する。
- 戦え!スポーツ内閣（毎日放送） -  ゲスト出演を経て、「秘書」という肩書でレギュラーに起用。
- クロ女子白書（福岡放送）
- おはようコールABC（ABCテレビ） - 祝祭日に放送される場合に限って、コメンテーターを務めた。
- バラいろダンディ（TOKYO MX）

#### ラジオ番組
- ナジャとアナの虹色レインボー（2016年度のプロ野球オフシーズン）
- ナジャ・グランディーバのレツゴーサタデー（2017年度以降のプロ野球シーズンに月1回放送)
- MBSヨル隊　ナジャ・グランディーバのレツゴーフライデー（2017年度以降のプロ野球オフシーズン）
- 武田和歌子のぴたっと。（ABCラジオ）
  - 『ウラのウラまで浦川です』の前番組で、2013年10月から2016年9月までは、月曜日のコーナー「ナジャの悩み相談」にのみ出演していた。2016年10月から12月までは、火曜日第2部の「ナジャの言わせてちょ〜だい!」にのみ登場。2017年1月から2020年9月までは、火曜日の全編でパートナーを務めた。このような縁から、武田は帯番組（月 - 金曜日放送）時代の2018年10月12日（金曜日）に、本番を終えてから『ナジャ・グランディーバのレツゴーフライデー』へサプライズ出演した。
- ウラのウラまで浦川です（ABCラジオ）- 火曜日パートナー（2020年10月6日 - 2025年3月25日）

### インターネット配信
- AbemaWaveサタデーナイト（AbemaTV）

### 舞台
- リプシンカ〜ヒールをはいた!?男たち〜（2009年・2011年・2022年）

### ミュージックビデオ
- 浜崎あゆみ「Real me」（2002年）
- DREAMS COME TRUE「マスカラまつげ」（2004年）
- AZU「CHERISH」（2007年）
- 浜崎あゆみ「Lady Dynamite」（2010年）

### テレビドラマ
- 時効警察・復活スペシャル（2019年9月29日、テレビ朝日） - ミツコ・ラグジュアリー 役
- 地獄のガールフレンド（2019年10月25日 - 12月27日、FOD） - イビサ 役

### 映画
- あの頃、君を追いかけた（2018年10月5日公開） - 理髪店の店員

### CM
- Amazonプライムビデオ『バチェラー・ジャパン』シーズン3（2019年）
- ノンストップ通販ライブ マル得JAPAN!（電通九州、2021年 - ）※テレビショッピング番組

### トークショー
- ナジャ・グランディーバのレツゴーフライデーファン感謝祭～真夏の夜の悪い夢～（MBSラジオ、2022年7月29日）- MBSラジオ「ちゃプラステージ」で現地観客約70人を募集し、有料配信も行う[11]。

## 著書
- 『毎日ザレゴト 人と比べて生きるには人生は短すぎるのよ』（2022年3月22日、大和書房）ISBN 9784479393863